# Alexandrie
Alexandrie (řecky Ἀλεξάνδρεια Alexandreia, arabsky الإسكندرية‎ Al-Iskandarija) je město na břehu Středozemního moře, jeden z nejdůležitějších egyptských přístavů, druhé největší město Egypta a hlavní město stejnojmenného guvernorátu.
Město je pojmenováno po svém zakladateli Alexandru Velikém. Jako sídlo Ptolemaiovců se Alexandrie rychle stala jedním z největších měst helénské civilizace. Po příchodu Arabů a přenesení hlavního města do Fustátu (součást dnešní Káhiry) význam Alexandrie upadal. K tomu přispělo i několik zemětřesení, při kterých velkou část antických památek pohltilo moře. Teprve v první polovině 19. století se v souvislosti s hospodářským rozvojem Egypta začala Alexandrie znovu rozrůstat.

## Poloha, klima a rozměr
Město se rozkládá těsně nad hladinou moře na úzkém poloostrově u západního ramene delty Nilu. Vzdálenost do Káhiry je 225 km, město Rašíd leží 65 km východně. Na jih od centra města leží jezero Mareotis, na severu se nachází bývalý ostrov Faros, v současnosti poloostrov, a část pevniny.
Alexandrie leží v oblasti se suchým klimatem (BWh v Köppenově klasifikaci podnebí), převažující severní vítr vanoucí od moře však vytváří klima odlišné od pouště dále ve vnitrozemí. V několika charakteristikách se tak podnebí blíží středomořskému – zejména mírnými, střídavě deštivými zimami a suchým létem s občasnou vysokou vlhkostí vzduchu. Nejchladnějšími měsíci jsou leden a únor, kdy teploty kolísají mezi 12–18 °C; zima je také obdobím velmi silných větrů. Nejteplejšími měsíci jsou červenec a srpen, kdy se průměrná teplota pohybuje kolem 30 °C. Na jaře a na podzim se může objevit suchý pouštní vítr chamzin, který občas přináší i množství prachu a písku.

## Dějiny města
Město založil v dubnu roku 331 př. n. l. Alexandr Veliký v místech, kde za vlád egyptských panovníků Tutanchamona a Ramesse II. stával námořní přístav pro obchod s egejskou oblastí. Alexandrie byla vybudována podle projektu architekta Deinokrata z Rhodu jako typické antické město, stala se novým centrem Egypta a po rozpadu Alexandrovy říše sídelní metropolí ptolemaiovské dynastie. Ptolemaios I. sem také nechal přenést tělo svého mrtvého vojevůdce. Z pohledu Řeků ovšem Alexandrie neležela v Egyptě, ale „u Egypta“, což ptolemaiovským panovníkům umožnilo oprostit se od faraonské tradice, vládnout Egyptu a přitom zůstat příslušníky antické civilizace s výraznými mocenskými ambicemi v řeckém světě. Alexandrie byla především přístavním obchodním městem otevřeným směrem k severu a současně umožňujícím přes kanál spojující Nil s Rudým mořem i přístup k dále ležícímu Orientu. Město patřilo k hlavním střediskům helénistického světa. Alexandrijské múseion s proslulou knihovnou, která uchovávala až 700 000 svazků, se stalo centrem vědeckého bádání a vzdělanosti, v němž působili významní učenci z celého antického Středomoří. O významu města vypovídá i stavba majáku na ostrově Faru naproti alexandrijskému přístavu, počítaného mezi sedm divů světa. Ptolemaiovskou vládu ukončilo dobytí Egypta císařem Oktaviánem Augustem a následná sebevražda královny Kleopatry VII. v roce 30 př. n. l. Alexandrie se tak dostala pod římskou nadvládu.

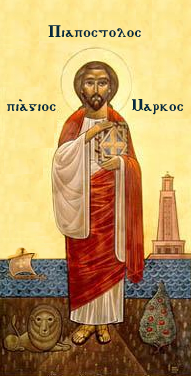
Koptská ikona evangelisty Marka, jehož ostatky z Alexandrie roku 828 odcizili benátští obchodníci

Během prvních století letopočtu zmítaly Alexandrií náboženské nepokoje. Za Trajánovy vlády došlo k povstání místní velké židovské komunity. Jeho potlačení výrazně oslabilo obchodní význam města. Trajánův nástupce Hadrián omezil obnovu města na pouhé tři pětiny původní rozlohy. Za Decia a Valeriána došlo k novým náboženským konfliktům, tentokrát k násilným střetům s křesťany. Křesťanství přinesl do města evangelista Marek a počet přívrženců neustále rostl. V Alexandrii se narodil i Arius, tvůrce jednoho z vlivných křesťanských směrů pozdní antiky – arianismu. Město bylo také centrem významné teologické a exegetické školy. Po přijetí křesťanství jako státního náboženství Římské říše byly zničeny jak staré řecké svatostánky, tak chrám boha Serapise, který propojoval řecký a staroegyptský pantheon. Vypleněna byla i pověstná knihovna. Nejznámější obětí nepokojů byla filosofka Hypatie Alexandrijská; svatá Kateřina Alexandrijská, křesťanská mučednice, jejíž kult se rozšířil i po Evropě, byla původně asi jejím křesťanským pandánem. Již od pátého století platila Alexandrie za jedno z nejvýznamnějších center křesťanství, vznikl zde jeden ze starokřesťanských patriarchátů. Po chalcedonském koncilu roku 451 se město stalo na 200 let také hlavním centrem monofyzitismu a dodnes je sídlem koptského papeže. Zároveň zde působila řada novoplatónských filosofů. Averze z pohledu Byzance heretických Alexandrijců k řecké vládě byla jednou z příčin hladkého přijetí nejprve perské a potom arabské okupace v první polovině 7. století.

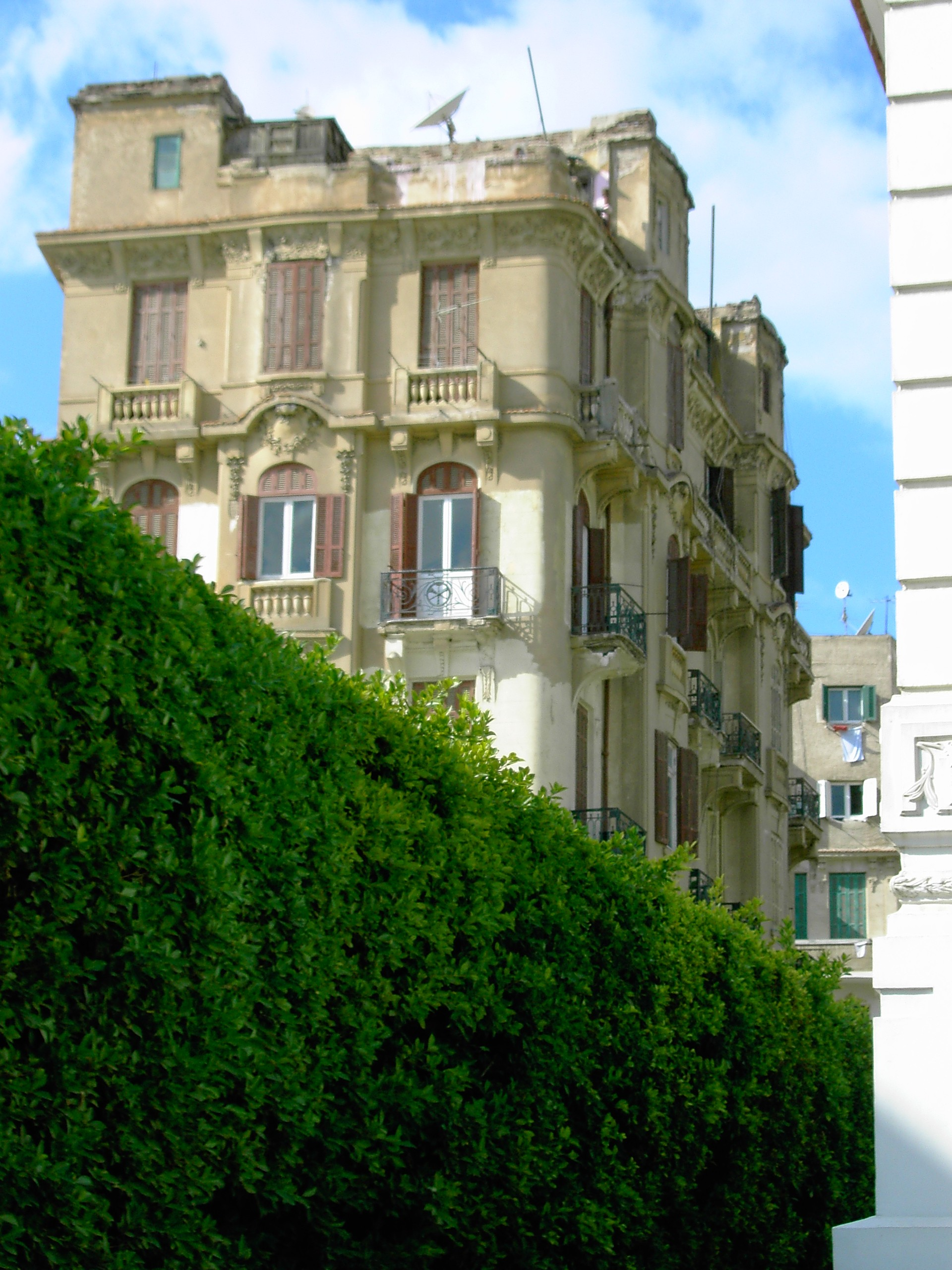
Část koloniální zástavby

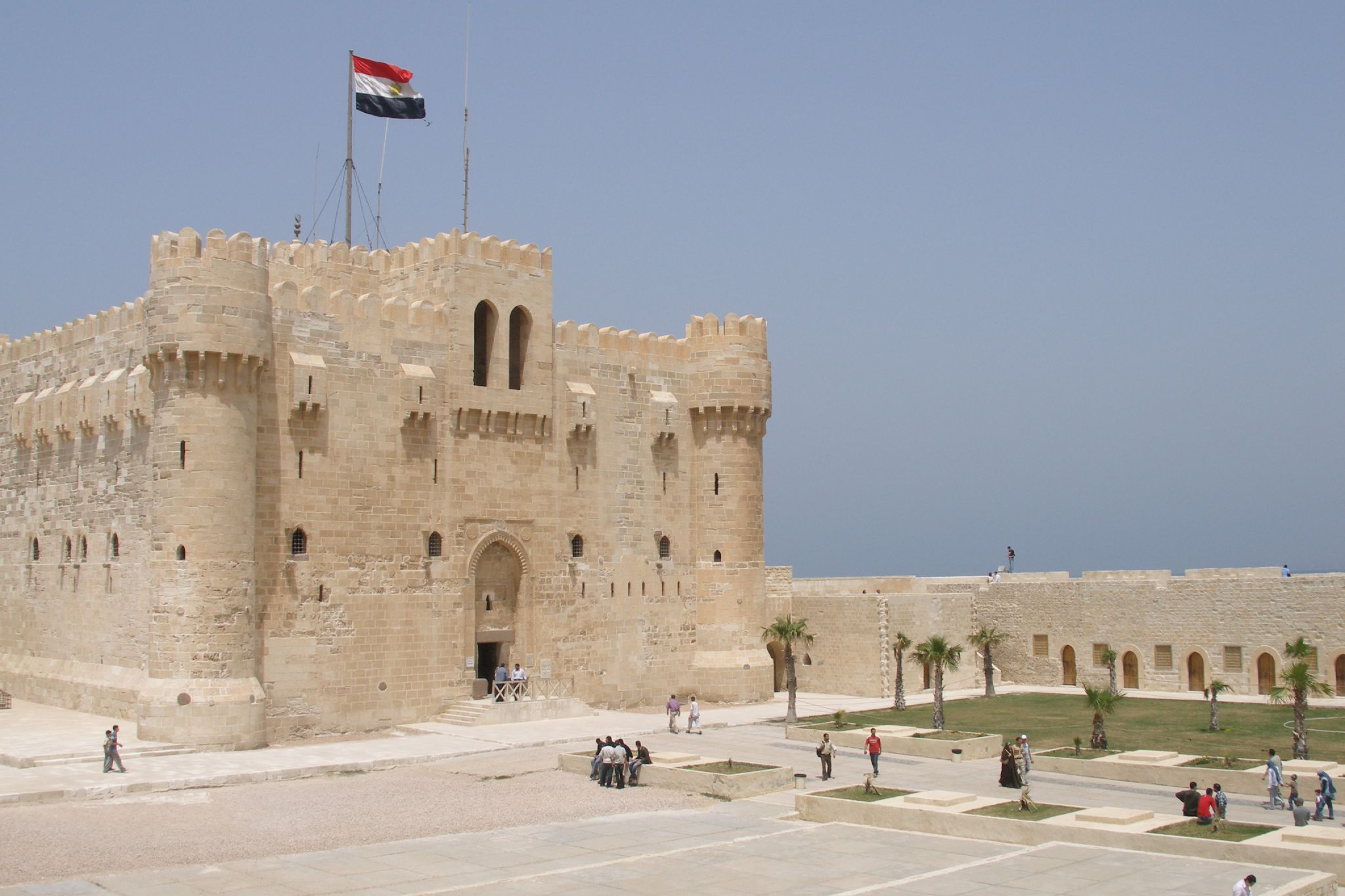
Qait-bejova pevnost na místě starověkého majáku

Arabští vládci však přeložili centrum Egypta na území dnešní Káhiry a význam Alexandrie začal upadat. Došlo k zanesení kanálu, jenž město spojoval s Nilem, a velká část zástavby byla zničena při zemětřesení roku 856. Při obdobných katastrofách v letech 1303 a 1323 se zřítily i zbytky tehdy už poškozeného majáku na ostrově Faru. Později byla na rozvalinách vystavěna Qait-bejova pevnost. V letech 1167–1169 byla Alexandrie obsazena vojsky jeruzalémského krále. K úpadku města přispělo i jeho obsazení a vydrancování kyperským králem Petrem I. během tzv. alexandrijské křížové výpravy roku 1365, opanování středomořského obchodu Benátskou republikou a vzestup Káhiry. Při Napoleonově egyptském tažení čítalo město pouhé čtyři tisíce obyvatel.
Počátek obnovy Alexandrie je spjat s osobou osmanského místokrále Muhammada Alího, který potřeboval pro uskutečnění svých hospodářských reforem vybudovat na středomořském pobřeží velký přístav. Roku 1820 bylo město kanálem Mahmudiya opět spojeno s Nilem; za francouzské pomoci byl vystavěn přístav, ve kterém se usadila řada evropských obchodníků. Roku 1882 se město stalo jedním z center odporu proti vzrůstajícímu anglo-francouzskému vlivu na fungování Egypta. Město bylo dokonce ostřelováno britským námořnictvem. Země se sice na několik desetiletí stala de facto britsko-francouzskou kolonií, ale rozvoj Alexandrie už to zastavit nedokázalo. Po nacionalistické revoluci roku 1952 a svržení monarchie zůstal multikulturní ráz města zachován jen nakrátko. V důsledku suezské krize, kdy se Velká Británie a Francie přidaly na stranu Izraele, nechal prezident Násir vyhnat ze země Brity i Francouze a zkonfiskoval jejich majetek. Z Alexandrie odešlo několik stovek tisíc obyvatel včetně většiny Řeků, Arménů a Židů. Prudký demografický růst brzy úbytek obyvatel zacelil, zaniklou atmosféru koloniálního města tak připomíná jen architektura.
Dnes má Alexandrie přes pět milionů obyvatel a tvoří jedno z hlavních turistických center, zaměřuje se především na egyptskou klientelu.

## Moderní město

### Městské čtvrti (obvody)
Moderní Alexandrie je dělena do 19 obvodů (řazeno dle velikosti populace):
- Montaza (943 100 obyvatel)
- Východní Alexandrie (933 600 obyvatel)
- Centrální Alexandrie (566 500 obyvatel)
- Amreya (457 800 obyvatel)
- Západní Alexandrie (450 300 obyvatel)
- Gumrok (186 900 obyvatel)

Pod jurisdikci Alexandrie spadají také dvě menší města:
- Borg Al-Arab (186 900 obyvatel)
- New Bord Al-Arab (7 600 obyvatel)

### Paláce
- Montaza Palace v obvodu Montaza
- Ras el-Tin Palace v Ras el-Tin
- Prezidentský palác v Maamoura

### Mešity
- Mešita Abú El-Abbáse Mursího

### Muzea
- Alexandrijské akvárium
- Řecko-římské muzeum (angl. Graeco-Roman Museum)
- Muzeum královských klenotů (angl. The Royal Jewelry Museum)
- Alexandrijské národní muzeum (angl. The Alexandria National Museum)

### Knihovny

Budova novodobé alexandrijské knihovny

Kvůli pokračování tradice antické Alexandrijské knihovny, kdysi největší knihovny světa, založené ve 3. století př. n. l. a zničené v následujících stoletích několika velkými požáry, byla v roce 2003 otevřena v blízkosti její bývalé budovy Bibliotheca Alexandrina. Tato nová knihovna obsahuje stovky tisíc svazků v arabštině, angličtině, francouzštině i jiných jazycích a zprostředkovává informace o své slavnější předchůdkyni.

## Významné osobnosti

### Starověká Alexandrie
- Eukleidés (325–260 př. Kr.), matematik
- Achilleus Tatios (2./3. stol. př. Kr.), spisovatel
- Aristarchos ze Samu (310–250 př. Kr.), astronom
- Ktesibios (285–222 př. Kr.), matematik
- Hipparchos z Níkaie (190–120 př. Kr.), astronom
- Appiános (1. stol. př. Kr.), dějepisec
- Hérón Alexandrijský (10–75), matematik
- Kleopatra VII. (69–30 př. Kr.), královna
- Klaudios Ptolemaios (90–165), astronom
- Órigenés (185–253), křesťanský teolog
- Atanáš Alexandrijský (295–373), křesťanský teolog
- Pappos z Alexandrie (290–350), matematik
- Kateřina Alexandrijská (kolem 300), křesťanská světice
- Hypatia z Alexandrie (350/370–415/16), filosofka
- Cyril Alexandrijský (376–444), církevní otec
- Marie Egyptská (344–421), křesťanská světice

### Novověká Alexandrie
- Konstantinos Kavafis (1863–1933), básník
- Abbás II. Hilmí (1874–1944), chedív
- Filippo Tommaso Marinetti (1876–1944), básník
- Giuseppe Ungaretti (1888–1970), básník a spisovatel
- Rudolf Hess (1894–1987), politik, nacistický zločinec
- Hassan Fathy (1900–1989), architekt
- Georges Schehadé (1905–1989), básník, dramatik
- Eric Hobsbawm (1917–2012), historik
- Gamal Abdel Nasser (1918–1970), politik
- Fawzia Egyptská (1921–2013), panovnice
- Eli Kohen (1924–1965), špion
- Youssef Chahine (1926–2008), režisér
- Omar Sharif (1932–2015), herec
- Georges Moustaki (1934–2013), skladatel, hudebník
- Demis Roussos (1946–2015), zpěvák
- Dodi Al-Fayed (1955–1997), podnikatel
- Karam Gaber (* 1979), zápasník
- Aláldin Abúelkásim (* 1990), šermíř

## Partnerská města
- Baltimore, USA
- Bratislava, Slovensko
- Cleveland, USA
- Constanța, Rumunsko
- Durban, Jihoafrická republika
- Izmir, Turecko
- Oděsa, Ukrajina
- Petrohrad, Rusko
- Surabaja, Indonésie
- Šanghaj, Čína